# Tomasz Czubak
Tomasz Lesław Czubak (ur. 16 grudnia 1973 w Słupsku) – polski lekkoatleta, czterokrotny mistrz Polski i rekordzista kraju w biegu na 400 m.

## Życiorys
Największe sukcesy odniósł w sztafecie 4 × 400 m, w której zdobył złoty (po dyskwalifikacji sztafety USA za doping) medale na Mistrzostwach Świata w Sewilli w 1999 (z Robertem Maćkowiakiem, Jackiem Bocianem i Piotrem Haczkiem) oraz srebrny na Mistrzostwach Europy w Budapeszcie w 1998 (z Robertem Maćkowiakiem, Piotrem Haczkiem i Piotrem Rysiukiewiczem). Na tych samych Mistrzostwach Europy zajął 4. miejsce w biegu na 400 m. Podczas MŚ w Sewilli odpadł w półfinale biegu na 400 m.
Na Mistrzostwach Świata w Atenach w 1997 sztafeta 4 × 400 m z jego udziałem zajęła 3. miejsce, a Tomasz Czubak indywidualnie na 400 m odpadł w ćwierćfinale. W 1991 sztafeta 4 × 400 m z nim w składzie zdobyła wicemistrzostwo Europy juniorów.
Startował też w Halowych Mistrzostwach Świata w Maebashi w 1999, gdzie odpadł w półfinale biegu na 400 m.
Był mistrzem Polski na 400 m w 1992, 1993, 1994 i 1997, a także mistrzem Polski w hali na tym samym dystansie w 1995, 1996 i 1998.
Jest aktualnym rekordzistą Polski na 400 m z wynikiem 44,62 s (który uzyskał 24 sierpnia 1999 na Mistrzostwach Świata w Sewilli), a także w sztafecie 4 × 400 m (2:58,00 s). Ten ostatni wynik ustanowił wraz z Piotrem Rysiukiewiczem, Piotrem Haczkiem i Robertem Maćkowiakiem podczas Igrzysk Dobrej Woli w 1998 w Nowym Jorku, gdzie polska sztafeta zajęła 2. miejsce, przegrywając z Amerykanami (którzy ustanowili wówczas rekord świata – anulowany po latach za doping).
W Plebiscycie „Przeglądu Sportowego” 1999 na najlepszego sportowca Polski zajął 9. miejsce.
Po zakończeniu kariery sportowej podjął zatrudnienie w Państwowej Straży Pożarnej w Słupsku, łącząc tę pracę z trenowaniem młodych słupskich sprinterów. W 2006 bez powodzenia kandydował z listy Platformy Obywatelskiej do słupskiej rady miasta. Mandat radnego objął w 2007 w miejsce wybranego na posła Zbigniewa Konwińskiego. Wykonywał go do 2010, nie uzyskując reelekcji. W 2014 ponownie kandydował do rady miasta. W 2015 został radnym w miejsce Marcina Dadela, który zrezygnował z mandatu. Nie został ponownie wybrany w 2018. Ponownie mandat radnego uzyskał natomiast w 2024.

## Rekordy życiowe
Na stadionie
- bieg na 100 metrów – 10,71 s (30 czerwca 1993, Białogard)
- bieg na 200 metrów – 21,12 s (2 sierpnia 1998, Waldshut-Tiengen)
- bieg na 400 metrów – 44,62 s (24 sierpnia 1999, Sewilla) – aktualny rekord Polski

W hali
- bieg na 400 metrów – 46,84 s (4 lutego 1998, Erfurt)